# Vera Kistiakowsky
Vera Kistiakowsky (Princeton, 9 settembre 1928 – Providence, 11 dicembre 2021) è stata una fisica e attivista statunitense.
È stata professoressa al dipartimento di fisica del Massachusetts Institute of Technology. Oltre che scienziata di spicco, è nota anche per il suo attivismo contro la proliferazione nucleare.

## Biografia

### Gioventù e studi
Vera Kistiakowsky nacque da George Kistiakowsky, fisico di origini ucraine che aveva preso parte al Progetto Manhattan, e da Hildegard Moebius, figlia di un pastore luterano che aveva sostenuto le unità mediche in prima linea durante la prima guerra mondiale.
Conseguì la laurea in chimica presso il Mount Holyoke College nel 1948 e un dottorato di ricerca in chimica presso l'Università della California - Berkeley nel 1952. Sposò il suo compagno di studi Gerhard Fischer nel 1951, da cui ebbe due figli.

### Carriera
Kistiakowsky avviò la sua carriera nel campo della chimica nucleare, per poi passare alla fisica nucleare, quindi alla fisica delle particelle e infine all'astrofisica. Ottenne una borsa di studio post-dottorato lavorando nel campo della fisica nucleare sperimentale con Luis Álvarez. Lavorò alla Columbia University dal 1954 al 1959, prima come ricercatrice in chimica, assistendo un chimico nucleare, poi come ricercatrice associata nel dipartimento di fisica assistendo Wu Jianxiong. Fu docente alla Brandeis University, e nel 1963 si trasferì al MIT, dove lavorò al Laboratory for Nuclear Science fino al 1969 e al Dipartimento di Fisica fino al 1971.
Nel 1972 divenne la prima donna nominata professore di fisica al MIT.

### Altre attività
Nel 1969 co-fondò il gruppo Women in Science and Engineering (WISE), un precursore della sede di Boston dell'Association for Women in Science (AWIS). Fu presidente e membro di numerosi comitati e gruppi del MIT relativi all'emancipazione femminile nel mondo accademico. Nel 1971 fondò l'American Physical Society (APS) Committee on the Status of Women in Physics, ottenendo una sovvenzione della Sloan Foundation di 10.000 dollari per stilare un questionario sulle condizioni di lavoro delle donne. Il comitato inoltre si propose di pubblicare un elenco di fisiche di sesso femminile, "per contrastare le affermazioni secondo cui non vi fossero donne qualificate da assumere". Il documento del comitato convinse l'APS a istituire il Comitato sullo status delle donne in fisica nel 1972.
Altri comitati in cui fu coinvolta includono la Conferenza del Consiglio nazionale delle ricerche sulle donne nella scienza e nell'ingegneria e l'Associazione per le donne nella scienza.
Interpretò sé stessa nel film documentario Women – for America, for the World di Vivienne Verdon-Roe, dedicato alle figure femminili del XX secolo, vincitore di un premio Oscar, nell'edizione 1987, per il miglior cortometraggio documentario.